# Weierstraße (Düren)

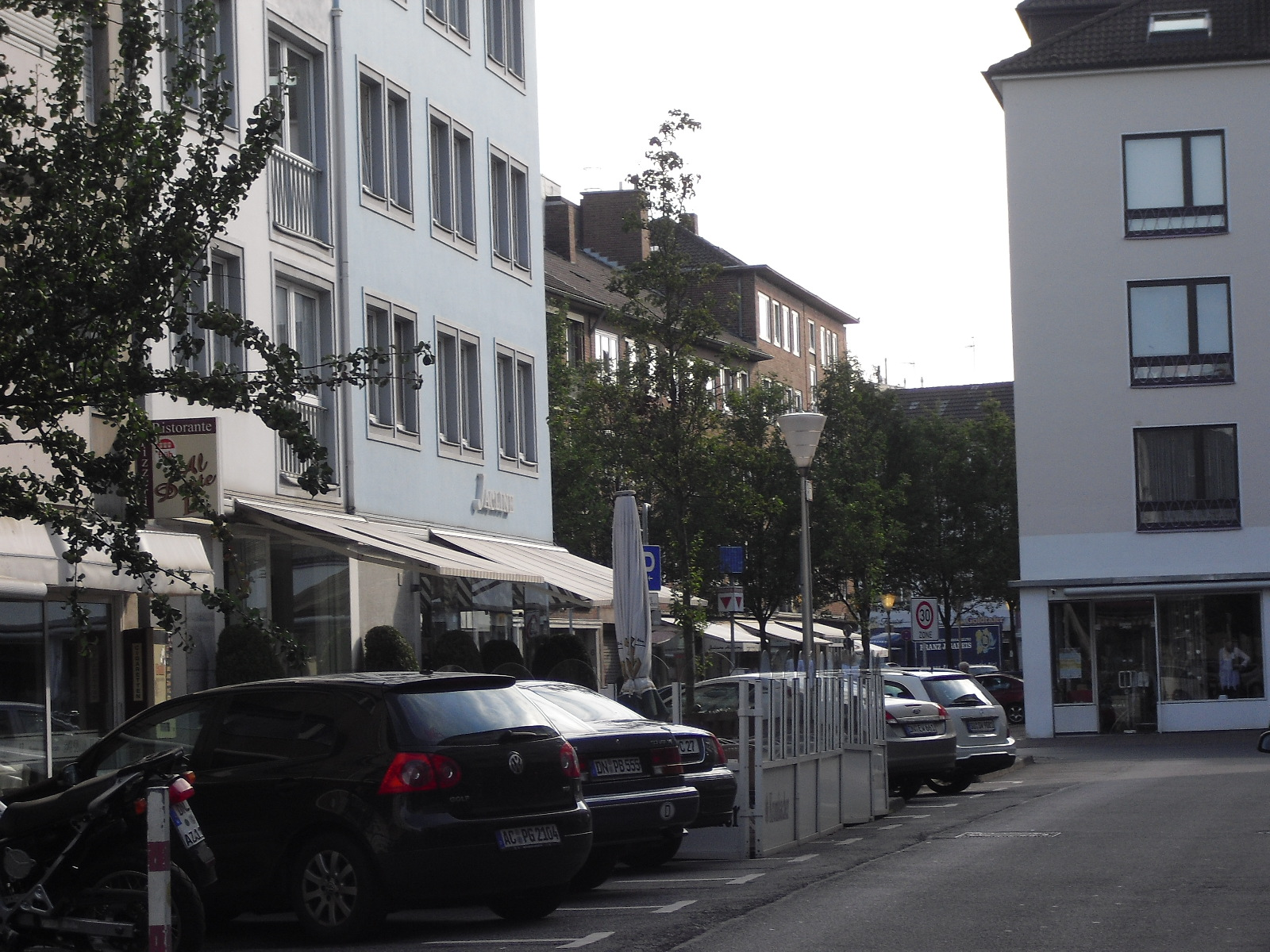
Teilansicht der Weierstraße in Richtung Markt

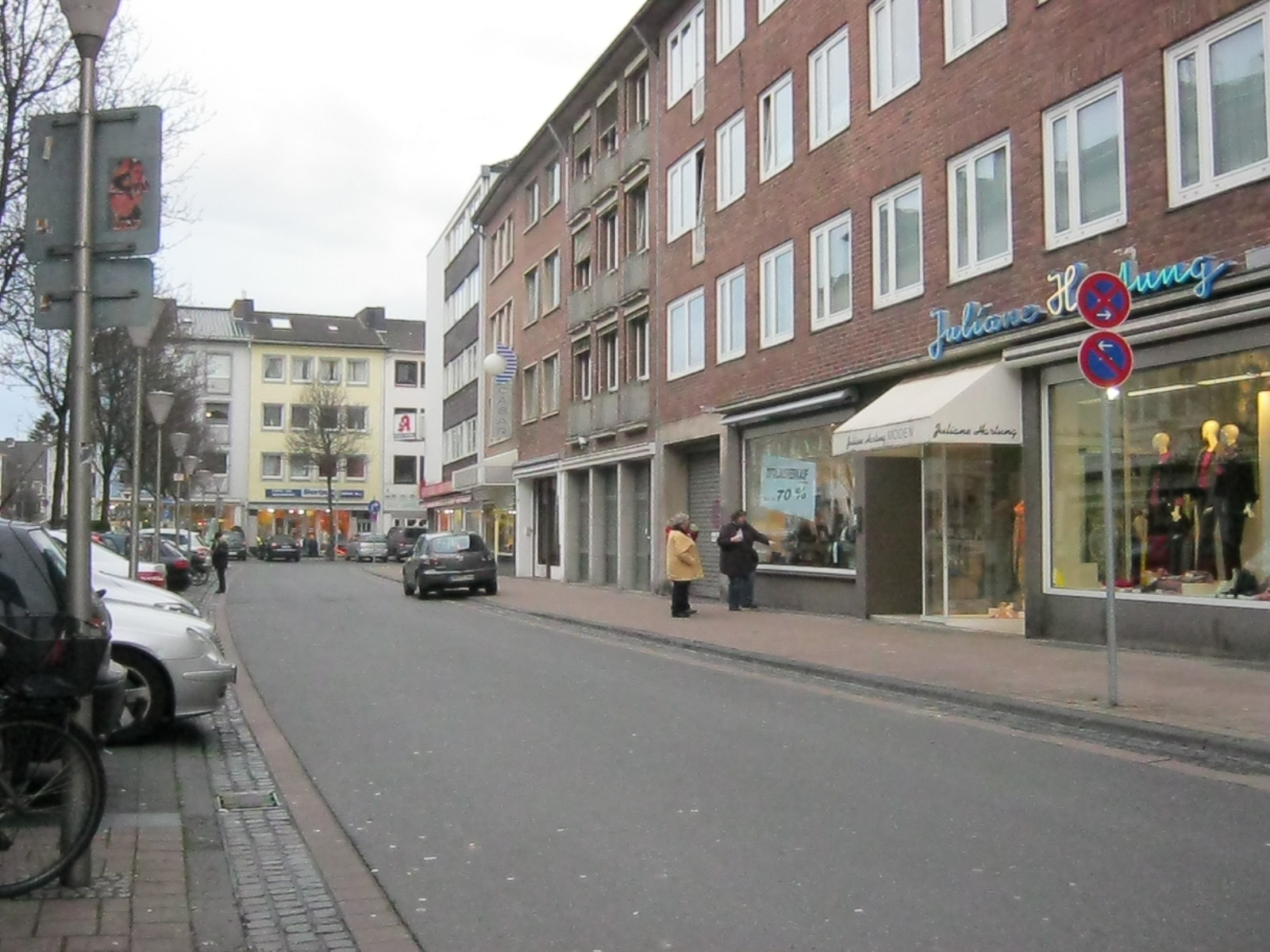
Die Straße vom Markt aus gesehen

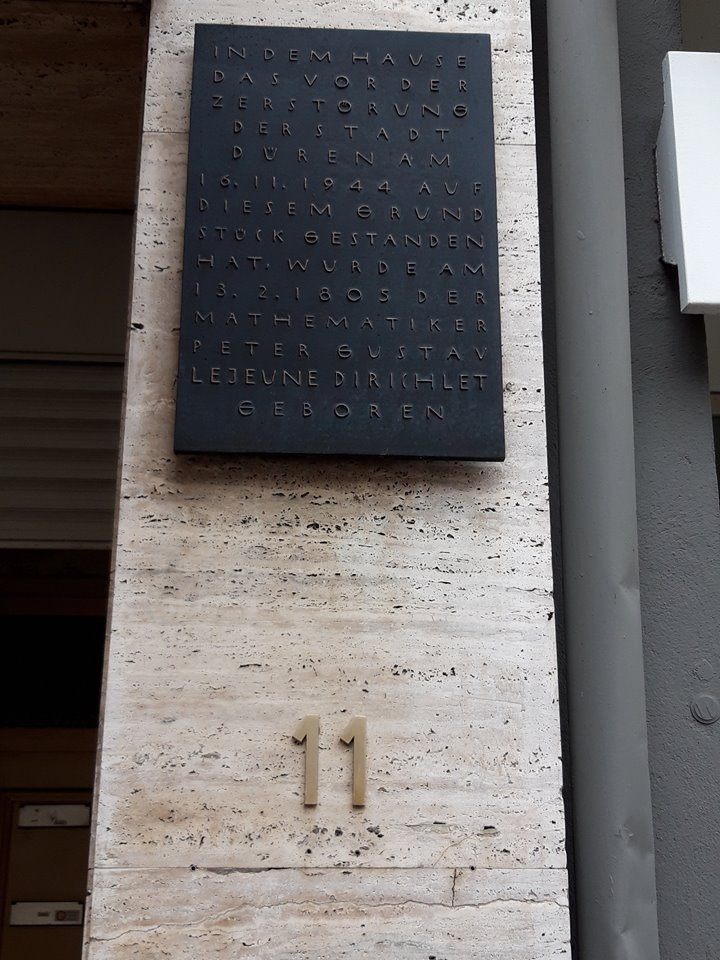
Gedenktafel am Haus Weierstraße 11

Die Weierstraße ist eine historische Straßenbezeichnung in der nordrhein-westfälischen Stadt Düren.
Die Straße liegt in der Innenstadt innerhalb der alten Stadtmauer. Sie verbindet die August-Klotz-Straße mit dem Markt. In die Straße münden (von West nach Ost) die Wallstraße, der Altenteich, die Günther-Peill-Straße, die Victor-Gollancz-Straße und die Wilhelmstraße.

## Beschreibung
Im Teilbereich zwischen der Victor-Gollancz-Straße und der Wilhelmstraße ist die Weierstraße eine Einbahnstraße, zwischen der Wilhelmstraße und dem Markt eine Sackgasse.
An der Ecke Weierstraße/Altenteich steht die denkmalgeschützte Annasäule. Das Haus Weierstraße 11 trägt eine Plakette mit folgender Inschrift: In dem Haus, das vor der Zerstörung der Stadt Düren am 16.11.1944 auf diesem Grundstück gestanden hat, wurde am 13.2.1805 der Mathematiker Peter Gustav Lejeune Dirichlet geboren. Siehe dazu Plaketten und Gedenktafeln an Häusern in Düren. In der Weierstraße befand sich im 19. Jahrhundert das Vereinslokal Harmonie, wo sich 1839 der Sänger Peter Nolden, der Mundartdichter Joseph van der Giese und der Komponist und Organist Joseph Hüttener zu einer Liedertafel trafen.

## Geschichte
Der Name ist eine sehr alte, schon 1368 bezeugte Bezeichnung, die auf den Weiher des Pfalzbezirks zurückgeführt wird.
Dort liegen die Mühlenteiche, die als Denkmal eingestuft werden und deren Geschichte bis in die fränkische Zeit zurückreicht.
Ein Haus in der Weierstraße in Düren wird bereits 1426 von der Priorin des Klosters Ellen vor Richter und Schöffen aus Düren erwähnt.
Auf der Weierstraße 15 befand sich im 18. Jahrhundert eine Apotheke, die vom aus Köln stammenden Everhard Heinrich Brauweiler (1736–1799) geführt wurde.
Früher reichte die Straße vom 1822 abgebrochenen Holztor an der Ecke Wallstraße bis zum Kornmarkt. Deshalb hieß das Teilstück von der Wallstraße bis zum Altenteich bis zum 16. September 1896 Am Holztor.

## Diskussionen um die Nutzung
Um die Nutzung der Weierstraße gab es in den vergangenen Jahren mehrere politische Diskussionen. Dabei ging es jeweils um die Sackgasse nahe dem Marktplatz.
Ende 2015 plante der Dürener Stadtrat mit der Mehrheit der Ampelkoalition und Linkspartei, dort eine überdachte Abstellanlage für Fahrräder und eine Carsharing-Station einzurichten. Da durch die angestrebten Änderungen Parkplätze in der Innenstadt weggefallen wären, gab es gegen diese Pläne gab es Anfang 2016 zwei Bürgerbegehren. Das Bürgerbegehren gegen die Fahrrad-Station verfehlte das nötige Quorum, aber beim Carsharing reagierte der Stadtrat und verlegte den Standort in die benachbarte Wilhelmstraße.
Im Frühjahr 2023 gab es eine neue Diskussion. Die von Rot-Grün angeführte Koalition Zukunft plante, die Sackgasse in eine Fußgängerzone umzuwandeln. Die oppositionelle CDU und Geschäftsleute aus der Innenstadt wehrten sich dagegen und kündigten ein Bürgerbegehren an. Nach der Kritik zog die Koalition ihre Pläne zurück.